# Glansbackfly
Glansbackfly, Agrochola nitida, är en fjärilsart som beskrevs av Michael Denis och Ignaz Schiffermüller, 1775. Glansbackfly ingår i släktet Agrochola och familjen nattflyn, Noctuidae. Den svenska populationen är bedömd som Livskraftig, LC, medan den finska populationen enligt den finska rödlistan är bedömd som nära hotad, NT.. Artens livsmiljö är hagmarker och lövängar. Inga underarter finns listade i Catalogue of Life.